# Oxyurostylis antipai
Oxyurostylis antipai är en kräftdjursart som beskrevs av Petrescu, Illiffe, Sarbu 1993. Oxyurostylis antipai ingår i släktet Oxyurostylis och familjen Diastylidae. Inga underarter finns listade i Catalogue of Life.